# Satz von Tutte
Der Satz von Tutte (nach William Thomas Tutte) ist ein mathematischer Satz aus der Graphentheorie. Er lautet:
Ein Graph G=(V,E) hat genau dann ein perfektes Matching, wenn für jede Teilmenge S der Knotenmenge V die Anzahl der Zusammenhangskomponenten ungerader Mächtigkeit von G-S höchstens gleich |S|, der Anzahl der Knoten in S, ist.
G-S bezeichnet dabei den Graphen, der entsteht, wenn man die Knoten von S und ihre inzidenten Kanten aus G löscht. Bezeichnet man mit q(G) die Anzahl der Zusammenhangskomponenten mit ungerader Anzahl Knoten in einem Graphen G=(V,E), so lässt sich die zweite Bedingung kurz schreiben als |S| ≥ q(G-S) für alle Teilmengen S von V.
Ein einfacherer Beweis als der von Tutte stammt von Tibor Gallai (1963).